# 艾德蒙社區學院
艾德蒙社區學院(英語: Edmons Community College，EDCC)，是一所位於美國華盛頓州林伍德的公立社區學院，毗鄰西雅圖和埃德蒙茲。 每年有超過21,000名學生於史諾霍米須郡的學院修得學分、學位證書及學位。 現有僱員1697人，其中包括專職教師138人，兼職教師443人，在校學生292人。

## 學校環境
艾德蒙社區學院於林伍德佔地 50-英畝（200,000-平方） ，西雅圖以北 13英里（21） ，毗鄰埃德蒙茲。
學院內附設28間電腦教室、9間科學實驗室、4間餐館、2間溫室、錄音室、藝廊、劇院、托兒所、體育館、學務處(transit center)、滬樓(學生宿舍)和中央華盛頓大學的衛星中心。

## 校園生活
艾德蒙社區學院為學生提供各式學習、社交為主的課外活動。
2009年增設了崔萊頓學生中心和一間書店於野薔薇廳。此廳係耗資1340萬美元所建造，佔地 22,000-平方英尺（2,000-平方） ，全數由學生服務和活動經費資助。宗旨為服務學生活動及社團，並附設一間帶壁爐的書房。

### 學生參與暨統籌中心(CSEL)
提供學生活動和計畫，以增進其社會學習的技能。此外亦有系列講座，讓公眾人物分享當前時事的討論。

## 知名校友
- 湯姆·蘭普金 前 美國職業棒球大聯盟 選手
- 帕特·麥基斯頓 前 國家美式足球聯盟 球員
- 萊恩·史特里比 前 美國職業棒球大聯盟 選手
- 菲爾·齊文柏格 前 國家籃球協會 球員
- 提·陶本海 前 美國職業棒球大聯盟 選手

## 外部連結
- Official website （页面存档备份，存于）

Template:NWAACC
Template:Community and Technical Colleges in Washington State
47°48′57″N 122°19′40″W / 47.81583°N 122.32778°W